# Psicologia do coaching
Psicologia do coaching é um campo da psicologia aplicada que aplica teorias e conceitos psicológicos à prática do coaching. Seu objetivo é aumentar o desempenho, a autorrealização, as conquistas e o bem-estar em indivíduos, equipes e organizações, utilizando métodos baseados em evidências fundamentados em pesquisas científicas. A psicologia do coaching é influenciada por teorias de diversos campos da psicologia, como psicologia humanista, psicologia positiva, teoria da aprendizagem e psicologia social.

## História

### História inicial
As primeiras aplicações da teoria e prática psicológica ao coaching (em particular, ao coaching esportivo) podem ser rastreadas até a década de 1920. Em 1926, Coleman Griffith publicou The Psychology of Coaching: A Study of Coaching Methods in the Point of View of Psychology. Com base em observações de equipes de futebol e basquetebol, Griffith discutiu uma ampla variedade de aspectos do coaching, tais como os efeitos dos espectadores, problemas de excesso de treinamento e princípios de aprendizagem. Griffith é considerado "o primeiro psicólogo do esporte dos Estados Unidos" e pioneiro na aplicação da ciência da psicologia ao coaching. Anos depois, mais obras sobre psicologia do coaching começaram a surgir. Em 1951, John Lawther da Penn State University publicou Psychology of Coaching. O primeiro livro encontrado no WorldCat com o termo "coaching psychology" no título é Modern Coaching Psychology, de Curtiss Gaylord, publicado em 1967.

### Século XXI
Apesar desses desenvolvimentos iniciais, a psicologia do coaching contemporânea foi formalmente estabelecida apenas no início do século 21. Em janeiro de 2000, Anthony Grant implementou a primeira unidade de estudo em "psicologia do coaching" na University of Sydney e sua tese de doutorado preparou o terreno para pesquisas que estabeleceram o campo como uma disciplina baseada em evidências. Muitos psicólogos do coaching consideram Grant um pioneiro na área.

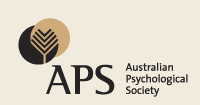
O logotipo da Australian Psychological Society (APS), que fundou o Interest Group in Coaching Psychology (IGCP)

Desenvolvimentos adicionais começaram em 2006, quando a Australian Psychological Society (APS) realizou uma conferência que fundou o Interest Group in Coaching Psychology (IGCP). Fora da Austrália, Stephen Palmer da British Psychological Society (BPS) formou o Special Group in Coaching Psychology (SGCP). Tanto o IGCP quanto o SGCP visavam desenvolver a profissão da psicologia do coaching, tanto na teoria quanto na aplicação, oferecendo uma plataforma para compartilhar pesquisas e experiências entre os profissionais. Desde então, mais sociedades internacionais dedicadas à psicologia do coaching foram estabelecidas na Europa, Oriente Médio e África do Sul. Em 18 de dezembro de 2006, a International Society for Coaching Psychology (ISCP) foi fundada para promover o desenvolvimento internacional do campo.
Atualmente, existem diversas revistas revisadas por pares dedicadas à literatura e à pesquisa em psicologia do coaching. Por exemplo, The Coaching Psychologist (desde 2005) é publicada pelo SGCP. O IGCP e o SGCP publicam em conjunto a International Coaching Psychology Review (desde 2006). Coaching Psychology International (desde 2009) é publicada pela International Society of Coaching Psychology.

## Influências teóricas

### Psicologia humanista
A abordagem humanista na psicologia é considerada uma importante contribuição para a psicologia do coaching. Tanto a psicologia humanista quanto a do coaching compartilham a visão do ser humano como autorrealizante, ou seja, sempre que possível, os indivíduos buscam aprimorar-se. A psicologia do coaching enxerga esse desenvolvimento como um processo composto por mudanças positivas concretas na vida do indivíduo. Além disso, esse processo de crescimento é realizado tanto pelo cliente quanto pelo coach, que facilita a autorrealização dos clientes.
Na Terapia centrada na pessoa de Carl Rogers, a relação entre cliente e terapeuta é fundamental para promover o crescimento. Assim, a relação entre o coach (facilitador) e o cliente (aprendiz) é essencial. Em particular, Rogers identificou três qualidades fundamentais em uma boa relação entre coach e cliente: sinceridade, confiança e compreensão empática. Além disso, distingue-se trabalhar "sobre" o cliente de trabalhar "com" o cliente, exigindo colaboração ativa para compreender suas experiências e promover o crescimento. Quando isso ocorre, a relação torna-se uma parceria ativa.
Segundo Rogers, o crescimento do cliente é alcançado por meio da consideração positiva incondicional. Os coaches precisam ter empatia para compreender as experiências e pontos de vista dos clientes, entendendo-os tanto em nível intelectual quanto emocional. Ademais, os coaches devem aceitar os clientes como são, pois os indivíduos precisam sentir-se valorizados por seus "eus verdadeiros" para se autorrealizarem.

### Psicologia positiva

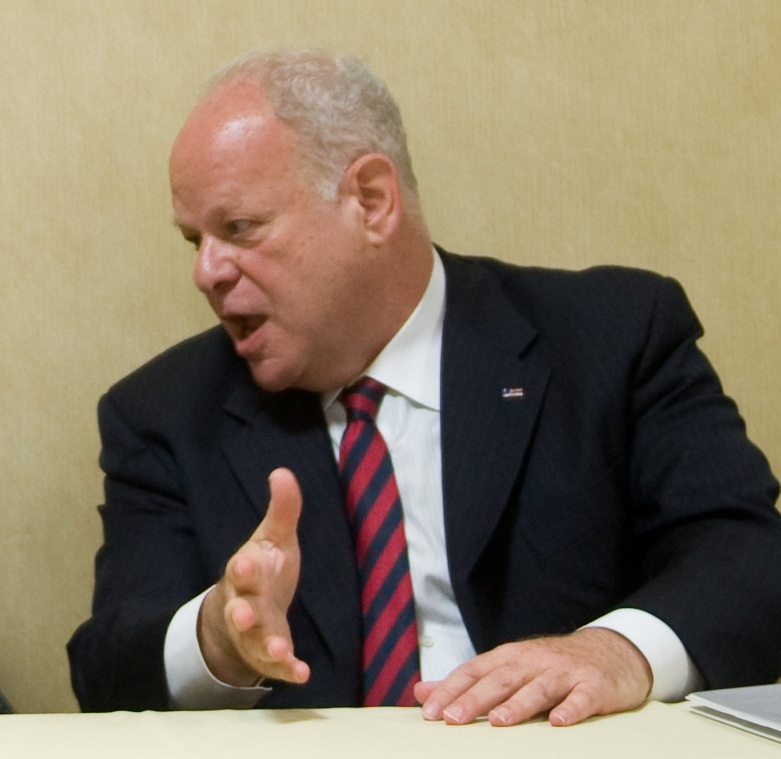
Martin Seligman é um psicólogo que estuda a psicologia positiva

Psicologia positiva (desenvolvida por Martin Seligman e outros) concentra-se nos aspectos positivos das características humanas, como força e competência. Em essência, a psicologia do coaching compartilha esse foco, buscando melhorar o desempenho e o bem-estar do cliente. Dessa forma, a psicologia positiva fornece uma base para o coaching, que é considerado um tipo de psicologia positiva aplicada.
Emoções positivas motivam os indivíduos a aprimorar suas habilidades e competências. A teoria broaden-and-build, de Barbara Fredrickson, postula que as emoções positivas podem não só estimular a motivação, mas também ações produtivas e benéficas. No coaching, incentivar emoções positivas é fundamental para inspirar os clientes a agir concretamente em direção aos seus objetivos.
Além das emoções, o engajamento total na atividade também é importante para maximizar o desempenho. Mihaly Csikszentmihalyi descreveu esse estado de envolvimento máximo como flow, ou seja, estar "na zona". Os coaches devem criar um ambiente que induza esse estado, por meio de definição de metas claras e consistentes, feedback imediato e equilibrando o desafio com as habilidades do cliente.

### Teorias de aprendizagem
Condicionamento operante (conforme descrito por B. F. Skinner) vê a aprendizagem como um processo envolvendo reforço e punição. Os coaches são incentivados a reforçar comportamentos saudáveis e produtivos por meio de reforço verbal, com palavras e imagens motivacionais. O reforço intrínseco (proveniente do próprio indivíduo) também exerce papel importante na melhoria do desempenho e na orientação para ações direcionadas a objetivos. Embora a punição possa direcionar os clientes para comportamentos desejados, pode gerar efeitos colaterais indesejados, como ansiedade e ressentimento.
A teoria da aprendizagem experiencial de David A. Kolb postula que os indivíduos aprendem através de suas experiências. Essa aprendizagem é facilitada pela autorreflexão, autoavaliação e ação. Os coaches podem incentivar a reflexão crítica por meio de "diários de coaching", onde os coachees analisam seus pensamentos e emoções em diversas situações, permitindo que revisem e desafiem suas crenças e comportamentos, o que favorece uma aprendizagem transformadora baseada em suas experiências.
Lev Vygotsky descreveu a zona de desenvolvimento proximal (ZDP) como o espaço entre o que a pessoa consegue fazer facilmente e o que lhe é desafiador. Vygotsky teorizou que a aprendizagem é mais eficaz dentro dessa zona. Os coaches facilitam a aprendizagem ao oferecer atividades dentro da ZDP, que não sejam nem fáceis demais nem demasiadamente desafiadoras (processo denominado scaffolding).
A teoria da aprendizagem social também influenciou a psicologia do coaching. Segundo Albert Bandura, a aprendizagem por observação ocorre quando os indivíduos aprendem com as pessoas ao seu redor (chamadas de modelos). Os coaches devem estar atentos aos modelos dos coachees, pois estes podem moldar atitudes e comportamentos, e avaliar fatores como atenção e frequência do comportamento observado.

### Outras influências
A Teoria da Gestalt explica que as pessoas percebem os eventos ao redor de maneira que se alinham com suas ideias, crenças e experiências pessoais. Os coachees precisam ser orientados quanto à consciência de suas próprias atitudes, que moldam sua percepção do mundo. Conceitos da psicologia social, como influência interpessoal e conformidade, ressaltam o papel das interações sociais na formação do pensamento, desempenho e comportamento dos coachees. A psicologia cultural auxilia os coaches na facilitação do crescimento e aprendizagem em clientes de diversos contextos culturais. O estudo da psicopatologia também pode ser relevante para desenvolver métodos adequados de coaching para indivíduos com problemas mentais.

## Modelos
A psicologia do coaching possui diversos modelos e estruturas derivados de teorias psicológicas e evidências, os quais orientam a prática e garantem que o coaching seja fundamentado em conceitos cientificamente comprovados.

### GROW
O modelo GROW é considerado um dos modelos de coaching comportamental mais populares, com seus quatro estágios delineando o processo de resolução de problemas, definição de metas e melhoria do desempenho. O nome de cada estágio varia ligeiramente conforme a fonte, e o modelo foi expandido com os frameworks TGROW e GROWTH.

### PRACTICE
Stephen Palmer desenvolveu o modelo PRACTICE como guia para a resolução de problemas e busca de soluções. Na primeira etapa, os problemas são identificados (P de Identificação do problema). Em seguida, definem-se metas realistas (R de Realistic goals). Posteriormente, são elaboradas soluções alternativas que contribuam para as metas (A de Alternate solutions). Depois, os possíveis desfechos são avaliados criticamente (C de Consideration of consequences). Segue-se a escolha das opções mais viáveis (T de Targeting), a implementação da(s) solução(ões) escolhida(s) (I e C de Implementation e Chosen solution(s)) e, por fim, a avaliação da eficácia e lições aprendidas (E de Evaluation).

### SPACE

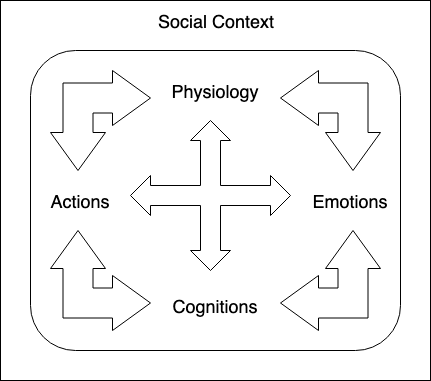
De acordo com o modelo SPACE, as ações são influenciadas por emoções, reações fisiológicas, cognições e contextos sociais.

O modelo SPACE é uma estrutura biopsicossocial baseada na psicologia cognitivo-comportamental, que orienta o coach na avaliação e compreensão do comportamento dos clientes em situações específicas. SPACE é um acrônimo para S (contexto Social), P (Fisiologia), A (Ação), C (Cognição) e E (Emoção). Pode ser subdividido em frameworks menores: ACE, que examina as relações entre ação, emoções e cognições, e PACE, que incorpora a resposta fisiológica às cognições, emoções e comportamentos. Por fim, o modelo SPACE considera o contexto social em que o comportamento ocorre.

### Outros modelos
Outras abordagens, como o modelo cognitivo ABCDE para resolução de problemas, foram desenvolvidas. Os modelos OSKAR, ACHIEVE e POSITIVE derivam do modelo GROW, focando na definição de metas, busca de soluções e fortalecimento da relação de coaching. Para o coaching de liderança, o LASER (sigla para Learning, Assessing, Story-making, Enabling and Reframing) descreve um processo em cinco etapas para um coaching eficaz. O modelo transteórico da mudança (desenvolvido por James O. Prochaska e outros) e a inquiry apreciativa focam na compreensão do processo de mudança e incentivam os clientes a agir em direção a transformações positivas.

### Coaching para atletas
A psicologia do coaching influencia os métodos de treinamento para o desenvolvimento de atletas, visando não apenas melhorar o desempenho em esporte, mas também promover um desenvolvimento holístico. Fatores como a motivação dos atletas têm sido estudados por meio de teorias cognitivas, sociais e emocionais. Um estudo constatou que o narcisismo dos atletas impacta a eficácia das expectativas de desempenho estabelecidas pelo treinador. O aprimoramento de habilidades físicas e mentais também é estudado por meio de teorias cognitivo-comportamentais. Pesquisas demonstram que a definição eficaz de metas melhora o desempenho esportivo, e a autoeficácia é um fator importante no desenvolvimento dos atletas, sendo estimulada por meio de feedback positivo e autoconfiança dos treinadores.

### Na educação
A psicologia do coaching também pode ser aplicada em escolas, examinando as formas mais eficazes de educar estudantes com base em teorias psicológicas. Por exemplo, teorias sobre motivação enfatizam os efeitos da autoeficácia no desempenho dos alunos, e o aprimoramento da confiança dos professores também é estudado. O coaching do coaching orienta alunos, professores e funcionários na definição e alcance de metas, e métodos como o coaching recíproco entre pares (processo em que professores avaliam o desempenho uns dos outros) são incentivados, pois cultivam apoio e confiança entre os educadores. O coaching entre pares na sala de aula também oferece um ambiente colaborativo que favorece a aprendizagem.

### Sociedades de psicologia do coaching
- Sociedade Internacional de Psicologia do Coaching (ISCP)
- Grupo de Interesse em Psicologia do Coaching da Australian Psychological Society (APS IGCP)
- Grupo Especial em Psicologia do Coaching da British Psychological Society (BPS SGCP)
- Grupo Sueco de Psicologia do Coaching
- Sociedade de Psicologia Industrial e Organizacional da África do Sul – Grupo de Interesse Especial em Psicologia do Coaching (SIOPSA CPSG)
- Sociedade de Psicologia do Coaching da Itália (SCP Italy)
- Centro Internacional de Pesquisa em Psicologia do Coaching

### Periódicos de psicologia do coaching
- Psicologia do Coaching: A Revista Dinamarquesa de Psicologia do Coaching
- Coaching Psychology International
- Revisão Internacional de Psicologia do Coaching
- Coaching at Work
- Self-Coaching Practices and Meditations
- The International Journal of Evidence Based Coaching & Mentoring Arquivado em 2017-11-12 no Wayback Machine
- Coaching: An International Journal of Theory, Research and Practice
- International Journal of Mentoring and Coaching in Education